# Glukoza-1-fosfat guanililtransferaza
Glukoza-1-fosfat guanililtransferaza (EC 2.7.7.34, GDP glukozna pirofosforilaza, guanozin difosfoglukozna pirofosforilaza) je enzim sa sistematskim imenom GTP:alfa-D-glukoza-1-fosfat guanililtransferaza. Ovaj enzim katalizuje sledeću hemijsku reakciju
GTP + alfa-D-glukoza 1-fosfat {\displaystyle \rightleftharpoons } difosfat + GDP-glukoza
Ovaj enzim takođe u manjoj meri deluje na D-manozu 1-fosfat.

## Literatura
- Nicholas C. Price; Lewis Stevens (1999). Fundamentals of Enzymology: The Cell and Molecular Biology of Catalytic Proteins (Third изд.). USA: Oxford University Press. ISBN 019850229X.
- Eric J. Toone (2006). Advances in Enzymology and Related Areas of Molecular Biology, Protein Evolution (Volume 75 изд.). Wiley-Interscience. ISBN 0471205036.
- Branden C; Tooze J. Introduction to Protein Structure. New York, NY: Garland Publishing. ISBN 0-8153-2305-0.
- Irwin H. Segel. Enzyme Kinetics: Behavior and Analysis of Rapid Equilibrium and Steady-State Enzyme Systems (Book 44 изд.). Wiley Classics Library. ISBN 0471303097.

## Spoljašnje veze
- Glucose-1-phosphate+guanylyltransferase на 